# Pycnomorphidiellus
Pycnomorphidiellus is een kevergeslacht uit de familie van de boktorren (Cerambycidae). De wetenschappelijke naam van het geslacht werd voor het eerst geldig gepubliceerd in 2003 door Tavakilian & Peñaherrera.

## Soorten
Pycnomorphidiellus is monotypisch en omvat slechts de volgende soort:
- Pycnomorphidiellus polyphagus Tavakilian & Peñaherrera, 2003